# Train
Pour les articles homonymes, voir Train (homonymie).
 (mai 2019).
Si vous disposez d'ouvrages ou d'articles de référence ou si vous connaissez des sites web de qualité traitant du thème abordé ici, merci de compléter l'article en donnant les références utiles à sa vérifiabilité et en les liant à la section « Notes et références ».

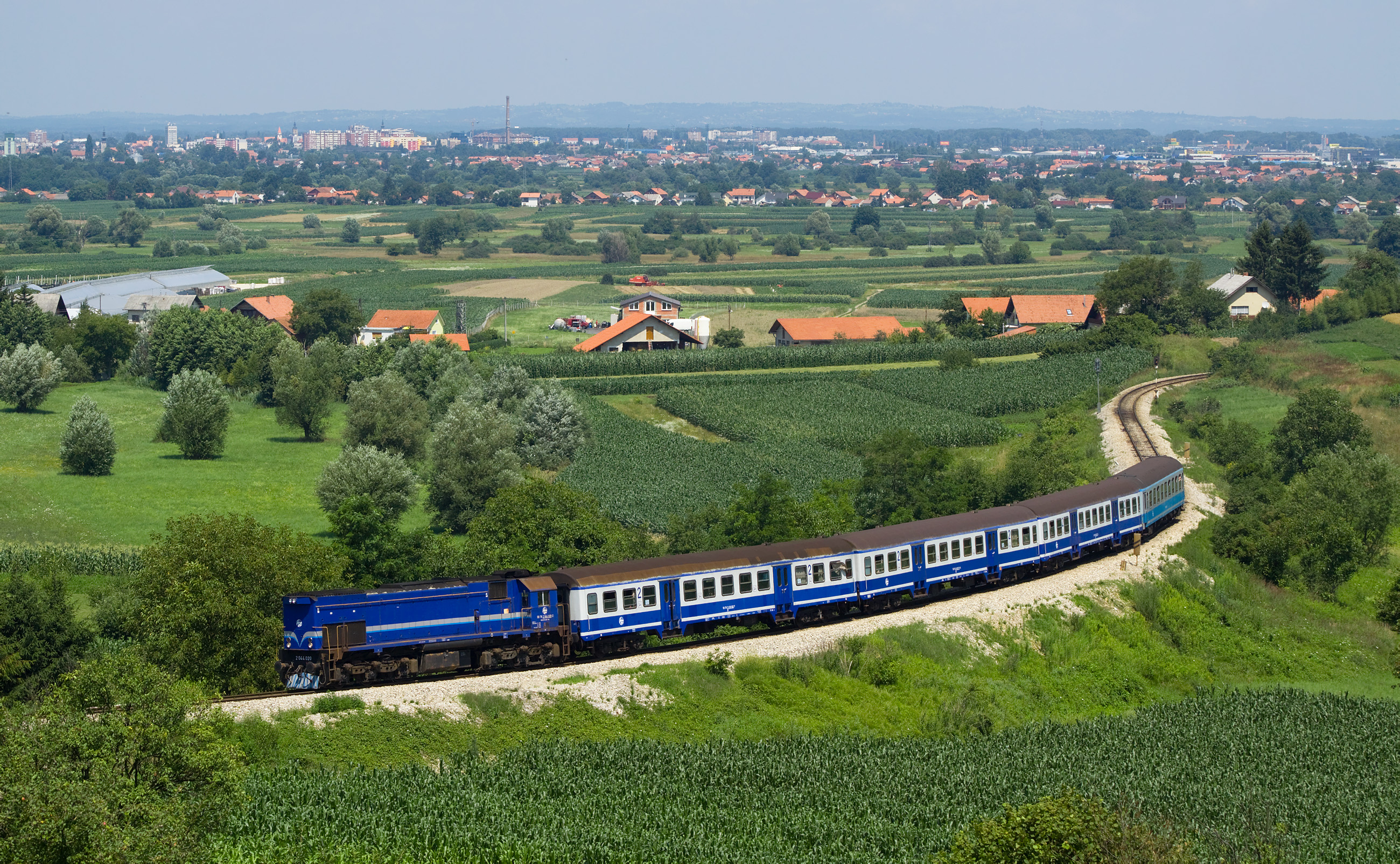
Un train de voyageurs en Croatie circulant sur une ligne non électrifiée.

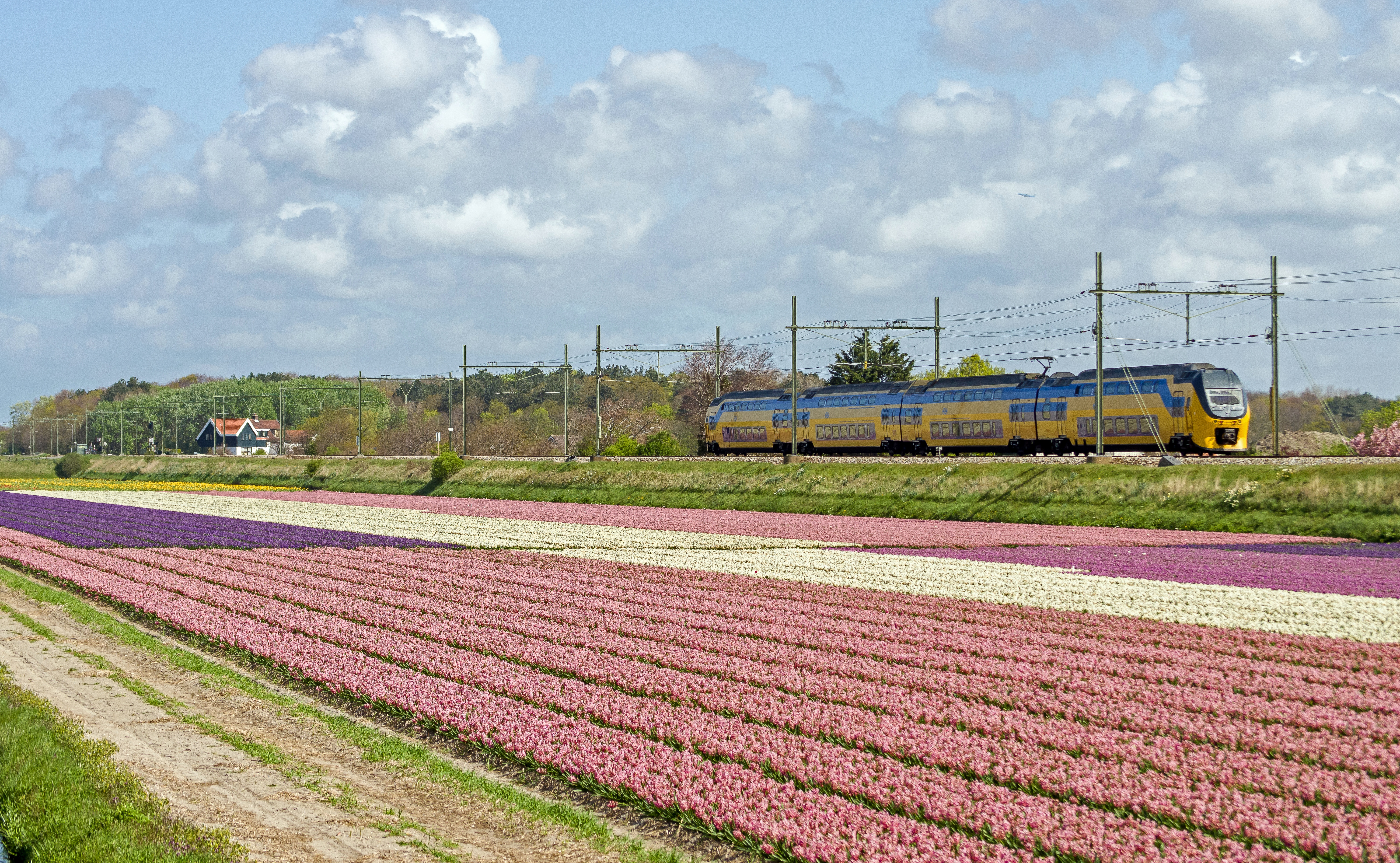
Train néerlandais de voyageurs fonctionnant à l'électricité, sur la ligne d'Amsterdam à Rotterdam.

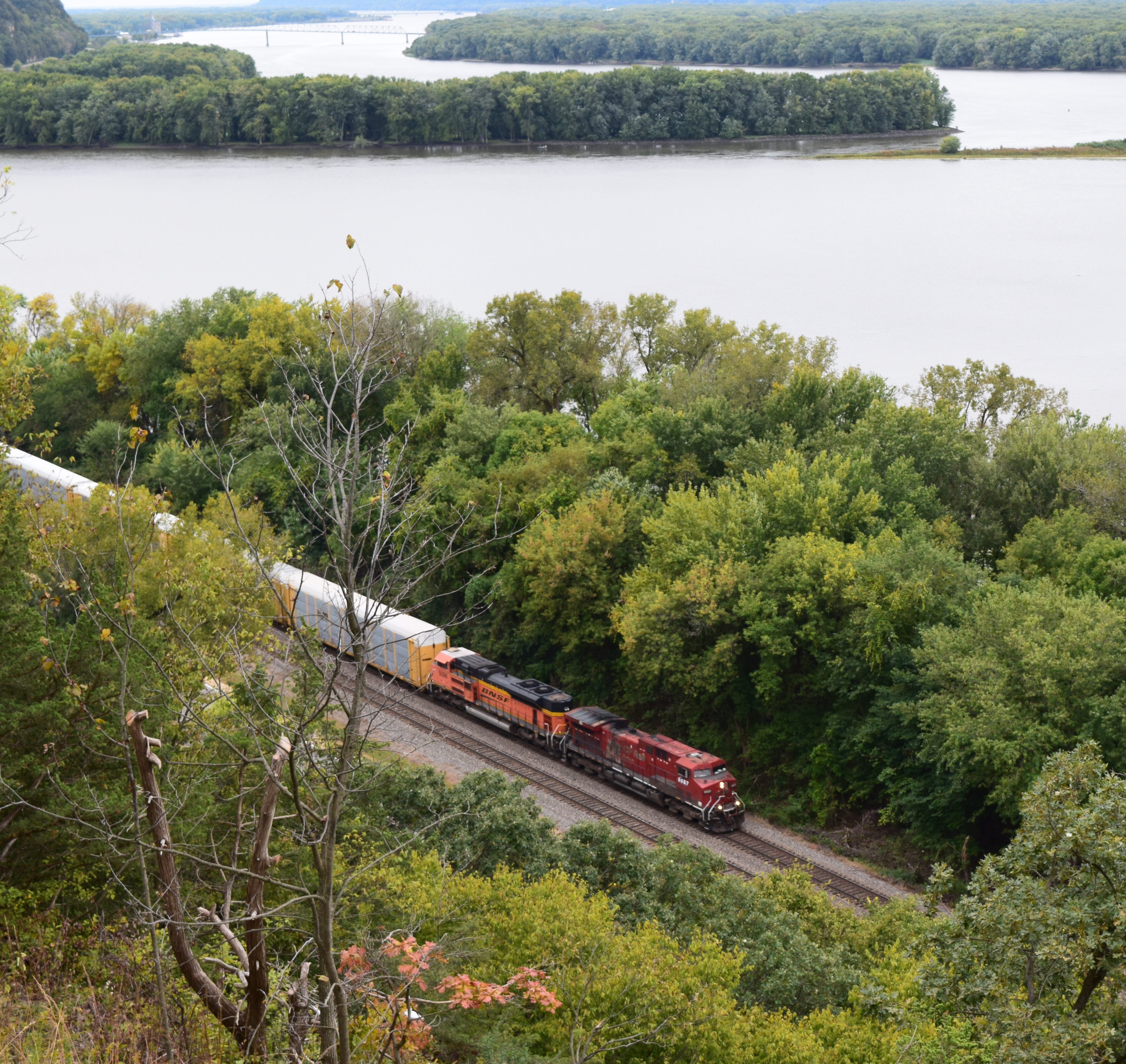
Train de marchandises (ici des automobiles) passant par le parc d'État de Mississippi Palisades (États-Unis), sur une ligne non électrifiée.

Le train est un matériel roulant ferroviaire assurant le transport de personnes ou de marchandises sur une ligne de chemin de fer. Par extension, on appelle train le service que constitue chacun de ces transports, réguliers ou non. Le train est un mode de transport, s'effectuant sur voie ferrée.
Étymologiquement parlant, le mot train désigne une rame de wagons de marchandises ou de voitures de passagers tractée par au moins une locomotive, par opposition aux rames automotrices (catégorie dont fait partie le TGV) ou autorails qui assurent leur propre traction. Cependant, dans l'usage courant, le mot train désigne n'importe quelle circulation ferroviaire, quelle que soit sa composition, depuis le plus simple autorail local jusqu'aux longs trains de grandes lignes ou de transports industriels.
Un train se compose de plusieurs éléments dont au moins un véhicule moteur (locomotive, locotracteur, rame automotrice) assurant la traction de la rame, accompagné de n'importe quelle combinaison, inclusive et exclusive, de voitures pour le transport de personnes, de fourgons assurant différents services comme le transport de colis ou de bagages, et de wagons pour le transport de marchandises. Il peut s'agir également d'engins spécialisés pour l'entretien des voies (trains de travaux).
Pour la traction, la locomotive à vapeur, omniprésente au XIXe siècle, laisse place à la locomotive électrique dès le début du XXe siècle, puis à l'autorail à partir des années 1930 pour s'effacer finalement avant la fin du XXe siècle devant la locomotive électrique ou Diesel sur les lignes non encore électrifiées. D'autres modes de traction marginaux ont été employés par le passé et sont parfois encore utilisés : animaux (chevaux, bœufs), câbles, cordes et cabestans, gravité, pneumatique ou turbines à gaz. Aujourd'hui, pour le transport de passagers, les rames remorquées cèdent régulièrement du terrain devant les rames automotrices qui composent désormais aussi bien des trains de banlieue que des trains à grande vitesse.

## Histoire

### Origine du mot
Le terme « train », écrit traïn ou trahin en ancien français, est le déverbal du verbe « traïner », à l'origine de notre verbe traîner ; ce premier emploi correspond en particulier à toute la gamme des divers systèmes de traînes sur la surface du sol (traîneau), dans l'eau (filet) ou sur l'eau (flottage, halage, touage). Bien avant l'invention de la voie ferrée, on appelait « train » une file de chevaux de bât, une suite ordonnée d'hommes et de bêtes de charge accompagnant une personnalité éminente en déplacement, un convoi de bateaux rendus solidaires, pour mettre en commun les équipages et parfois l'énergie du vent. Dans ce dernier registre, le plus grand bateau, portant la plus haute voile, en tête servait de « locomotive ». Cette pratique fut énormément utilisée sur la Loire, pour la remontée de Nantes à Orléans, voire plus en amont si les conditions le permettaient. On appelait « train » également les longs radeaux formés de planches, de troncs attachés entre eux, dans le but d'en faire une embarcation suffisamment solide pour descendre ainsi les bois des montagnes jusqu'aux grandes villes par flottage, comme cela s'est pratiqué sur l'Yonne et ses affluents (comme la Cure), ou même ses sous-affluents, du XVe au XIXe siècle.

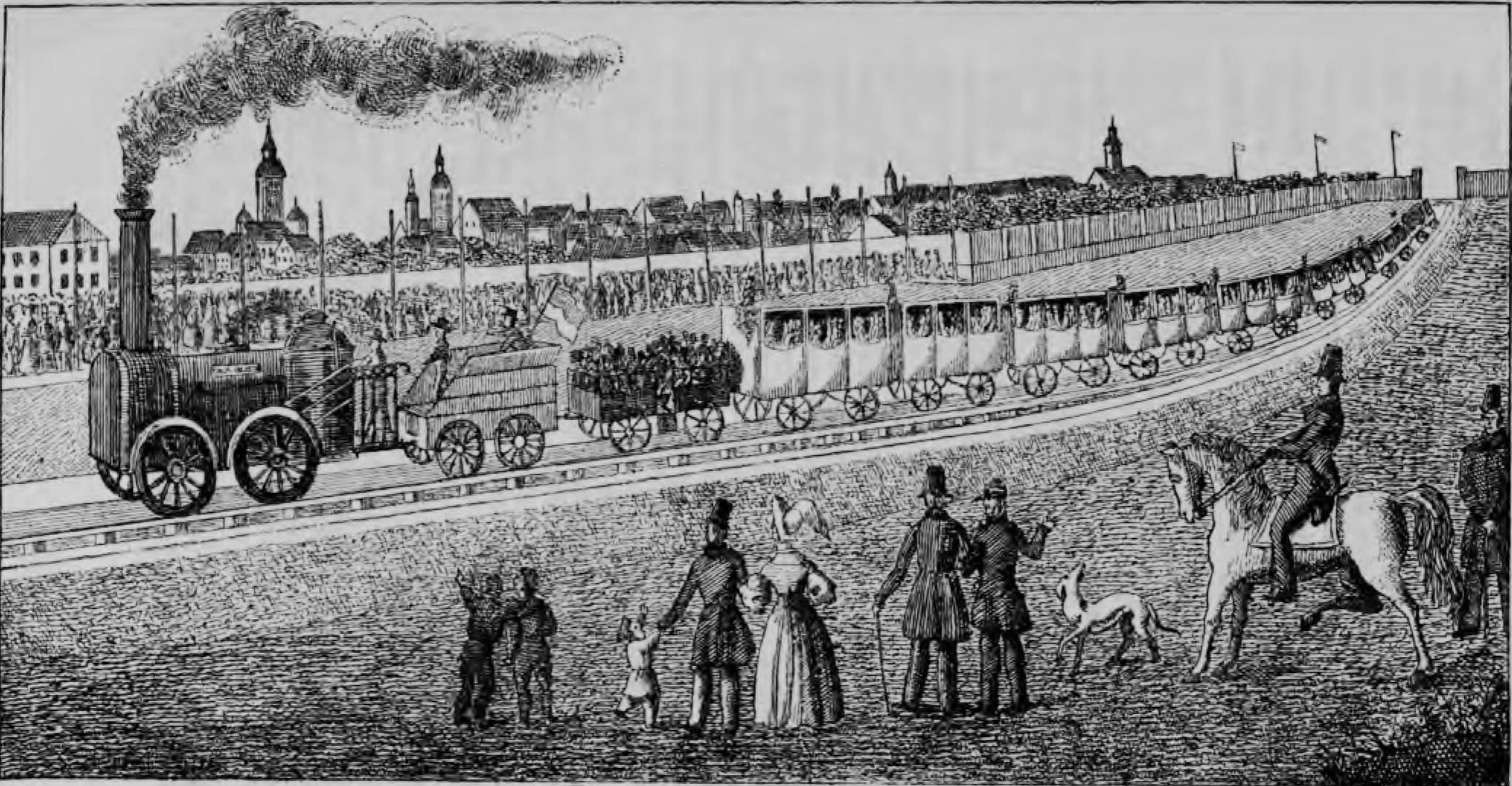
Premier système ferroviaire en Allemagne.

Pourtant, le mot « train », dans le vocabulaire de la langue française et spécifique du chemin de fer et de la traction à vapeur, provient bien du mot anglais train, à la prononciation différente et concernant l'industrie britannique naissante des transports par rails et locomotive à vapeur, lui-même emprunté au français. Les adaptations-traductions, en particulier celles de l'inspecteur divisionnaire des Ponts et chaussées Joseph Cordier dans ses Considérations sur les chemins de fer parues en 1826 ou du livre Traction on railroads de Nicolas Wood traduit en 1835 par l'ingénieur des Ponts et Chaussées Franquet de Franqueville, ne comportaient pas de détail phonétique.
Lorsque la technique du chemin de fer fut importée, par exemple après 1827 pour les rares trains transportant les produits pondéreux des industries minières ou charbonnières ou après 1836 pour les voyageurs et/ou les marchandises, d'abord sur quelques lignes à Saint-Étienne, au Pecq près de Saint-Germain ou à Mulhouse, le mot français le plus semblable se calqua et se surimposa sur celui-ci, avec un certain nombre d'autres expressions communes du monde du transport terrestre, maritime et fluvial. Par exemple, les premières gares étaient nommées « embarcadères ».
Plus tard, linguistes et érudits, à l'instar de Pierre Larousse, avalisent tacitement ce choix, arguant que le mot ancien français avait bien franchi la Manche avant de s'intégrer au lexique technique anglais. Le train, terminologie des chemins de fer, provient du verbe traîner, comme l'indique le Grand Larousse de 1923. Notons que quelques siècles se sont écoulés avant l'apparition de ce terme technique dans les mines et les ports britanniques au début des Temps modernes : l'ancien français, langue migratrice aux XIe et XIIe siècles, était alors représenté soit par une langue véhiculaire, celle parlée ou écrite par les élites françaises seigneuriales, soit par les multiples dialectes de l'Ouest, en particulier de Normandie, des hommes de métiers ou de services, appelés par les premières mais se mêlant plus facilement aux populations locales. C'est plutôt par ce dernier biais que les Anglais ont emprunté le terme.
Trois arguments simples peuvent justifier l'évolution moderne en France par emprunt et calque-superposition : la prononciation française a posteriori, la préservation intégrale du sens anglais, le mot anglais train lui-même. D'autre part, selon François Crouzet, il n'existe en France avant 1838 que des locomotives importées de Grande-Bretagne. Ce n'est qu'en 1840 que débute une production locale concurrentielle.
Il faut signaler que, avec le temps, certains usages bien antérieurs du terme français, train, ont pâti de l'irruption de ce sens spécifique. Ainsi, le train de charronnage, le train d'animaux de trait, le train d'attelage, le train d'artillerie, le « train des équipages », le train de flottage, le train d'engrenages ne sont bien souvent plus compris ou pire, parfois assimilés fautivement et univoquement au dernier vocable du train sur chemin de fer. Certains érudits nostalgiques de la création du régiment du train à l'époque napoléonienne citent comme origine un spirituel acronyme TRAIN signifiant « Transport et Ravitaillement de l'Armée Impériale de Napoléon ». Cette étymologie est fantaisiste sur le plan historique : aucun service de l'armée impériale n'était nommé ainsi.

### Histoire des chemins de fer

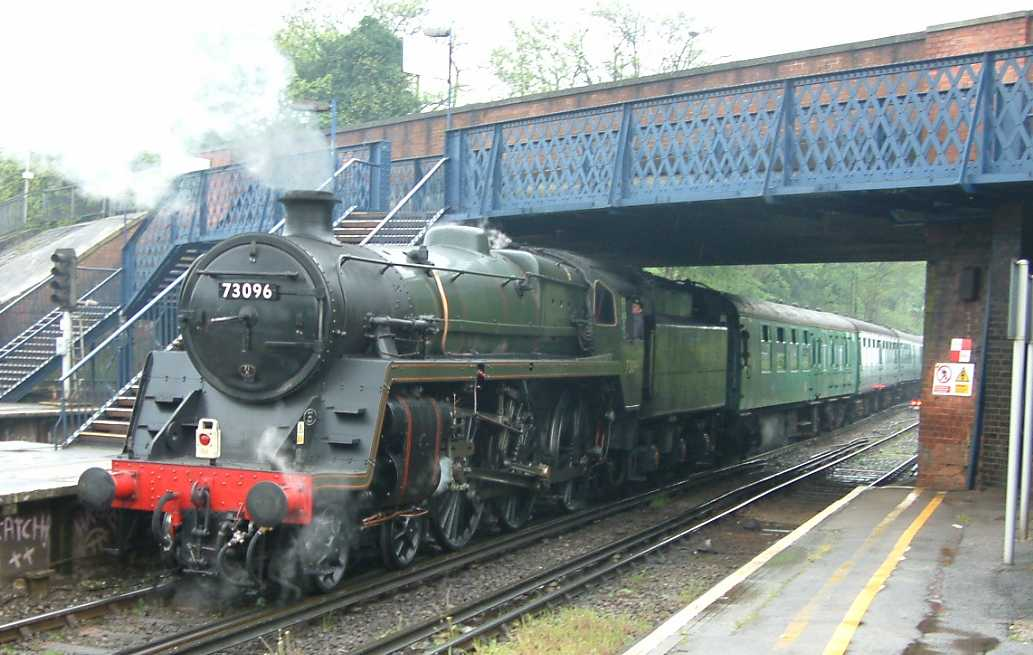
Une locomotive à vapeur en Angleterre, aujourd'hui utilisée pour des trains touristiques.

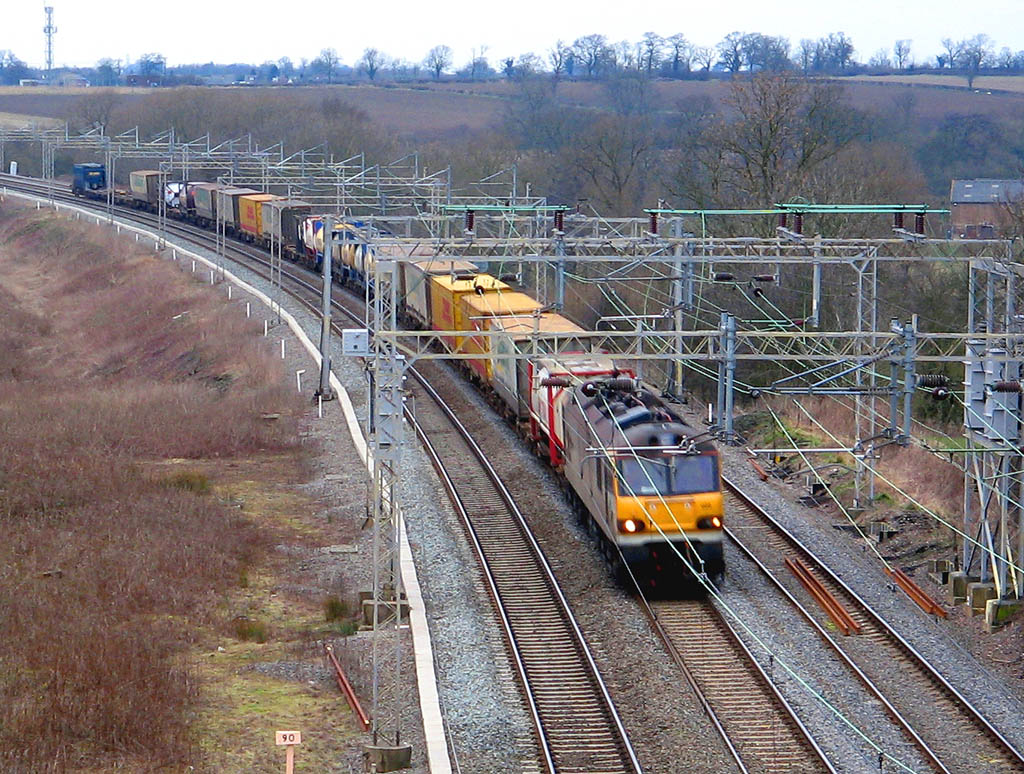
Train de conteneurs anglais.

C'est le 21 février 1804 qu'a lieu la première circulation sur des rails d'une locomotive à vapeur, construite par Richard Trevithick près de Merthyr Tydfil, au pays de Galles.
Cependant, des convois formant un train ont été signalés bien auparavant. La première utilisation attestée de chariots sur rails (non motorisés) remonte à 1550, sous la forme de gravures montrant des wagonnets sur rail dans les mines de Leberthal en Alsace[réf. souhaitée]. On suppose que les Romains ont pu utiliser un système similaire à des voies ferrées, certaines de leurs routes étant dotées de deux ornières à écartement fixe, parfois proche de celui de notre voie actuelle, qui ne fut cependant uniformisé que tardivement en Grande-Bretagne au profit de l'écartement « Stephenson »[réf. nécessaire].
La généralisation du système ferroviaire a été permise par la mise au point de la machine à vapeur, mais de nombreux systèmes alternatifs ont été utilisés au début, pour faire face au manque de puissance de celle-ci, ou pour s'adapter à des situations particulières, notamment la traction par chevaux, ou par câble, ainsi que l'utilisation de la simple gravité quand la pente le permettait. Ces méthodes à la fois lentes et hasardeuses ont rapidement pris fin avec la généralisation de la traction par locomotives à vapeur et les progrès rapides de ces machines.
À partir de 1900 environ, l'apparition de moteurs électriques puissants et suffisamment compacts a permis l'apparition de la traction électrique, toujours utilisée à l'heure actuelle. Ce mode de traction nécessite cependant que la ligne sur laquelle le train circule soit équipée soit d'une caténaire, soit d'un troisième rail, alimenté en électricité.
L'entre-deux-guerres verra l'apparition de locotracteurs diesel puis progressivement de locomotives diesel dans l'après-guerre (puis locomotives diesel-électriques). Les années 1950 sont la charnière entre disparition de la traction à vapeur et développement des moteurs thermiques. C'est également à cette époque que l'on observe l'apparition de locomotives capables de fonctionner sous courant alternatif.

## Le système ferroviaire

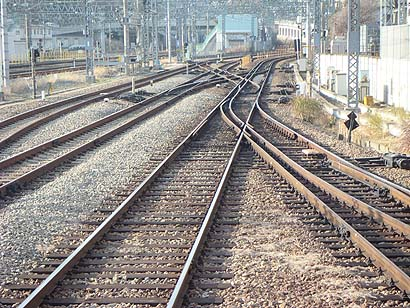
Voies à double écartement (Japon).

Les trains nécessitent une voie ferrée pour circuler. Elle se compose de rails posés sur des traverses à un écartement précis, elles-mêmes posées sur du ballast. La source d'énergie est soit portée par le train lui-même comme dans le cas de la traction vapeur ou de la traction diesel, soit apportée par l'infrastructure sous forme de caténaire ou de troisième rail pour l'électricité. En général, les locomotives diesel sont diesel-électriques : un moteur diesel entraîne un alternateur qui produit de l'électricité pour faire tourner un moteur électrique qui entraîne les roues de la motrice.
Le mode de roulement, qui est un contact roue/rail (acier sur acier) à adhérence réduite, donne un rapport entre puissance et charge tractée favorable mais réduit considérablement les déclivités admissibles pour la voie : 4 % est un maximum. Certains métros ont des roues munies de pneumatiques, à la suite des essais de Michelin dès les années 1930. Les premiers véhicules équipés ont été les fameuses michelines, sortes de petits autocars sur rail (le mot a été appliqué improprement aux autorails en général par le grand public). Par la suite, le train Paris-Strasbourg a disposé pendant plusieurs années de véhicules à pneus.
Le rayon de courbure des voies ne doit pas descendre en dessous d'une centaine de mètres. Ces deux contraintes fortes ont donc obligé les constructeurs à des prouesses, notamment en zone montagneuse, en réalisant de nombreux ouvrages d'art de génie civil comme des ponts, tunnels, viaducs, remblais, tranchées. Pour les pentes fortes, on a parfois recours au système de crémaillère.
À l'inverse d'un véhicule routier, un train ne peut pas changer d'itinéraire par lui-même. Il doit emprunter des appareils de voie, dont les plus connus sont les aiguillages, afin de passer d'une voie à une autre. Une contrainte forte d'exploitation est qu'un train ne peut en dépasser un autre qu'à des endroits particuliers d'une ligne, d'où une moindre souplesse dans l'organisation des circulations et la nécessité d'un suivi rigoureux des plans de marche.

## Différents types de trains
Le terme « train » désigne plusieurs types de convois. Le plus connu consiste en une (éventuellement plusieurs) locomotive(s) et des véhicules ferroviaires, voitures ou wagons. Il peut aussi s'agir de plusieurs éléments autonomes constituant un train d'automoteurs. Il a aussi existé des trains simplement poussés à la main ou tirés par des chevaux.
Des types de trains tout à fait spéciaux nécessitent une voie adaptée, par exemple les chemins de fer atmosphériques, les monorails et autres funiculaires.

Trains de voyageurs

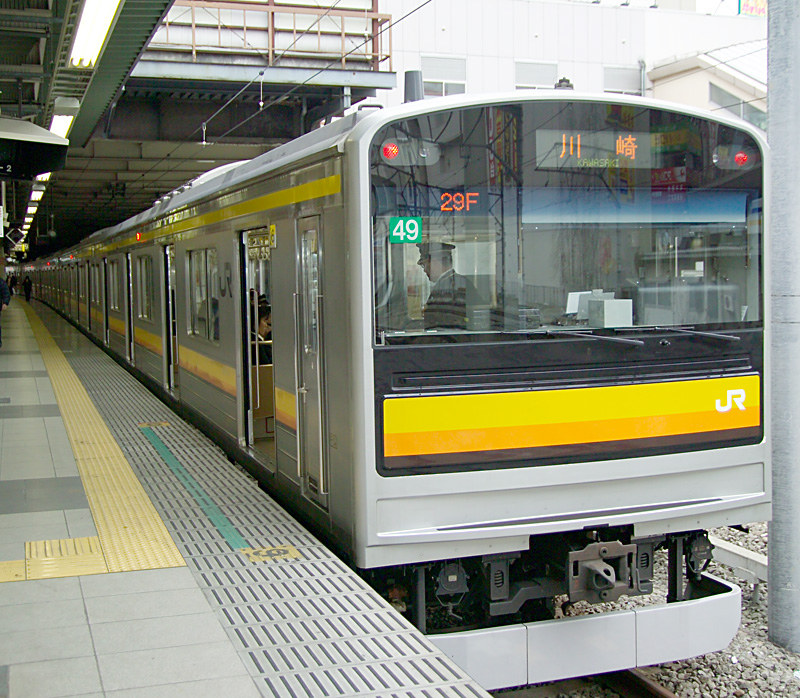
Train de banlieue japonais.

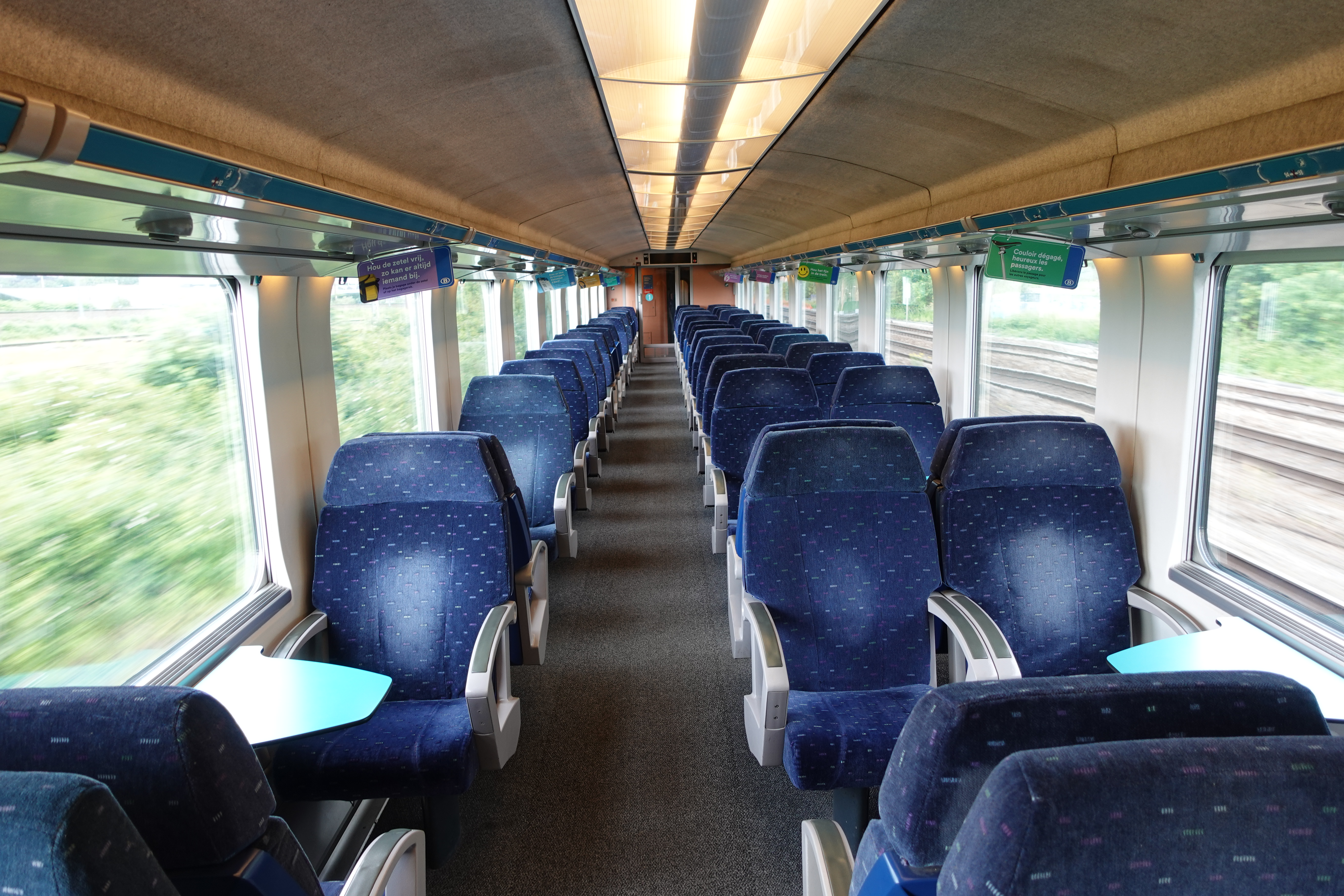
Intérieur d'une voiture à voyageurs (Belgique).

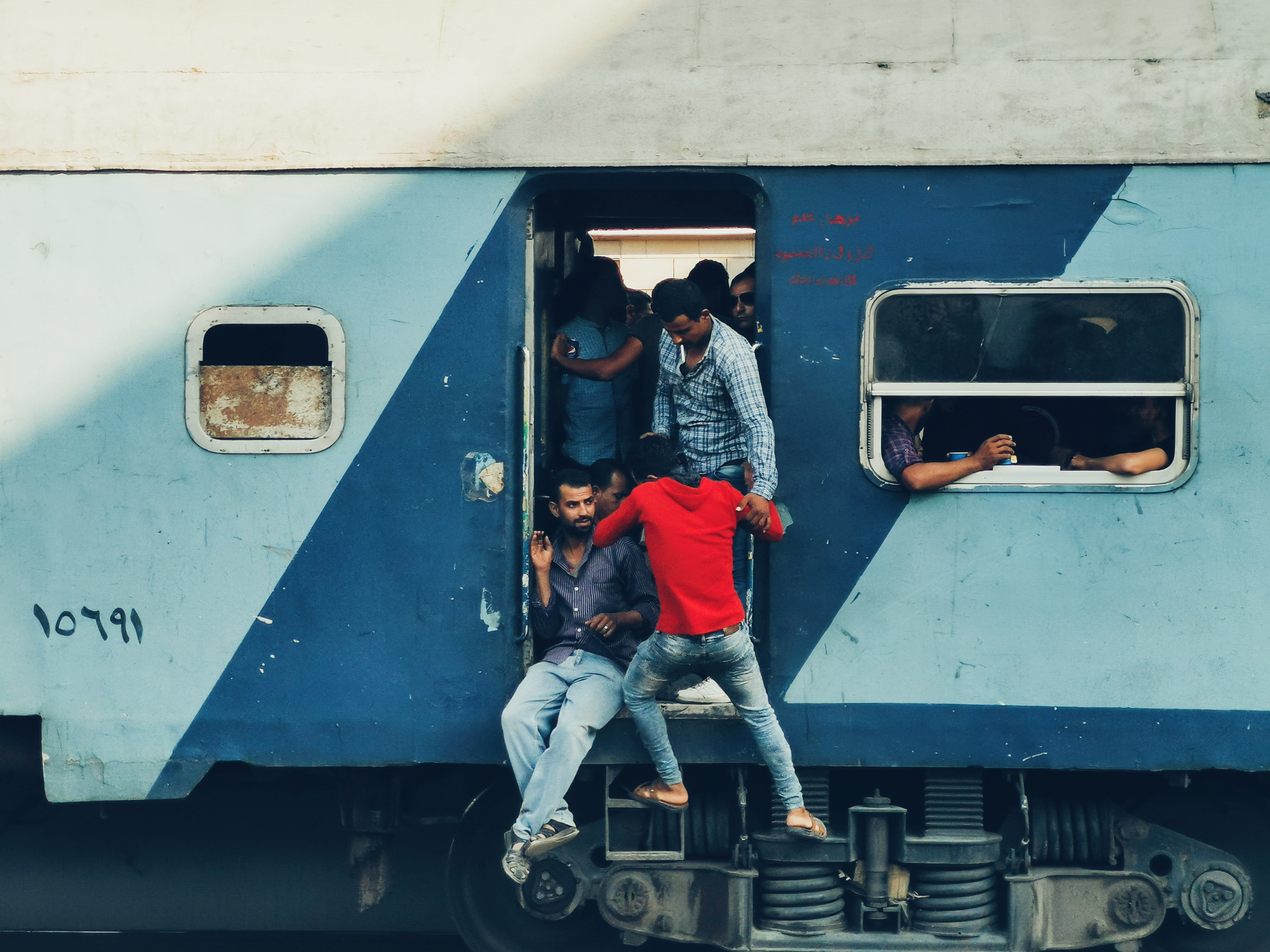
Train bondé en Égypte (2019).

Les trains de voyageurs sont constitués par des automotrices (ou autorails s'il s'agit de traction diesel) ou de rames tractées composées d'une ou plusieurs locomotives et une ou plusieurs voitures. Dans certains pays (Chine, France, Espagne, Allemagne, Corée, Japon…), il existe des trains à grande vitesse, composés de matériel spécifique et roulant principalement sur des lignes spécialement construites ou adaptées.
Les trains de voyageurs sont souvent adaptés aux distances à parcourir et à la période de transport. Ils peuvent intégrer des voitures destinées à la restauration, à la détente ou au sommeil des passagers. Ainsi, pour les voyages de nuit, on peut emprunter un train de nuit, ou un service auto-train qui permet de faire transporter son véhicule avec soi. Ce service auto-train est également utilisé pour franchir des obstacles naturels (navette d'Eurotunnel pour franchir la Manche, transport d'automobiles accompagnées en Suisse pour la traversée des Alpes).
Pour les trajets autour d'une métropole, la compagnie exploitante fait circuler des trains de banlieue. Ceux-ci sont équipés pour pouvoir faire face au trafic des heures de pointe : nombreuses portes et places debout. Pour assurer les transports au cœur même des villes, on a recours au métro ou au tramway.
Sur des lignes à très faible trafic, il existait des trains mixtes voyageurs/marchandises, qui ont partout disparu, à de rares exceptions, parmi lesquelles les convois de minerai de fer de Mauritanie qui comportent une ou deux voitures de voyageurs. Sur les lignes à très fort trafic, des voitures à deux niveaux sont utilisées comme sur le réseau Transilien et certains TGV.
De nombreuses compagnies ont pour usage de classer leurs trains selon la distance parcourue et la desserte. On trouve ainsi souvent :
- train omnibus : s'applique à un train qui dessert toutes les gares du parcours ;
- train express : pour un train qui ne dessert que les localités importantes ;
- train direct : train sans arrêt intermédiaire.

Un regain d'intérêt pour les trains d'autrefois fait se développer des trains touristiques, comme le Chemin de fer de la baie de Somme. Ces trains ont la particularité de servir à la promenade et non au réel transport de voyageurs.

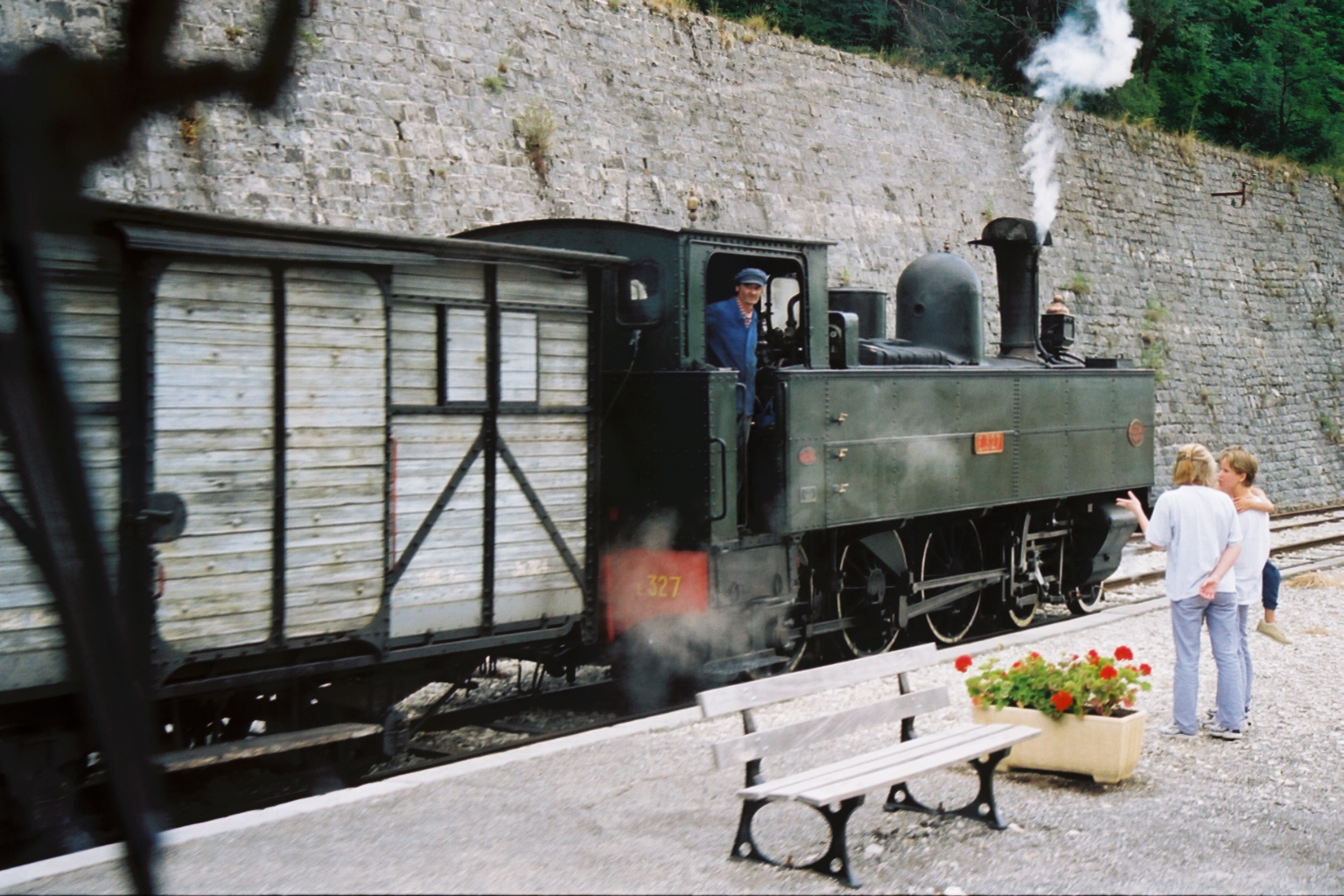
Train des Pignes en gare d'Annot.

Certains trains continuent à offrir un service quotidien, mais y est adjoint un service hebdomadaire, le samedi et/ou le dimanche, lors de certaines périodes (l'été), avec l'utilisation des anciennes machines à vapeur et wagons, avec en plus des animations. C'est le cas du Train des Pignes qui circule entre Nice et Digne, le train à vapeur, quant à lui, circulant entre Puget-Théniers et Annot.

### Trains de marchandises

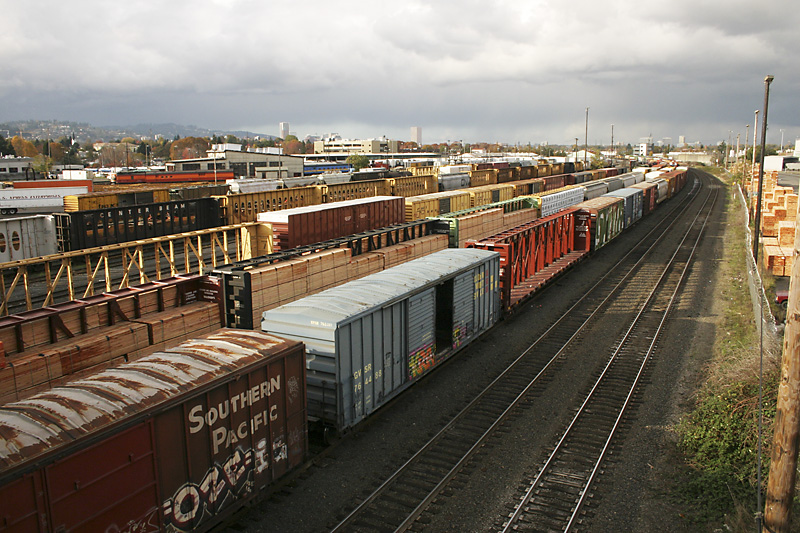
Triage à Portland.

Les trains de marchandises, appelés trains de fret en France, comprennent des wagons ou du matériel à voyageurs devant être acheminé dans la même direction. Il existe des types de wagons spécialisés en fonction de la marchandise à transporter, comme le wagon-citerne, le tombereau, le wagon couvert, plat, etc. De plus en plus fréquemment, un train de marchandises est constitué de wagons de même type (train d'hydrocarbure, train de céréales, etc.). En France, si tous les wagons ont la même origine et la même destination, on parle de train entier ou train complet ; si la rame est composée de wagons variés ayant des destinations diverses, on parle de trafic « diffus » ou de « wagons isolés ». Un train postal (service totalement disparu en France), dans lequel éventuellement du personnel travaille au tri du courrier en cours de route, appartient également à la catégorie des trains de fret.
Le train de marchandises doit de plus en plus s'adapter aux contraintes de l'intermodalité des transports. Des trains transportant des conteneurs ou des remorques peuvent participer à une chaîne globale, combinée avec le transport maritime et le transport routier.
En France, on appelle train de marchandises (MA) un train ayant une vitesse comprise entre 80 et 100 km/h, et train de messageries (ME) un train circulant de 100 à 160 km/h. Les trains dits « MVGV » étaient des trains de messageries qui pouvaient circuler à 200 km/h sur des lignes à grande vitesse, ce qui en faisait les trains de fret les plus rapides au monde.

### Traction multiple

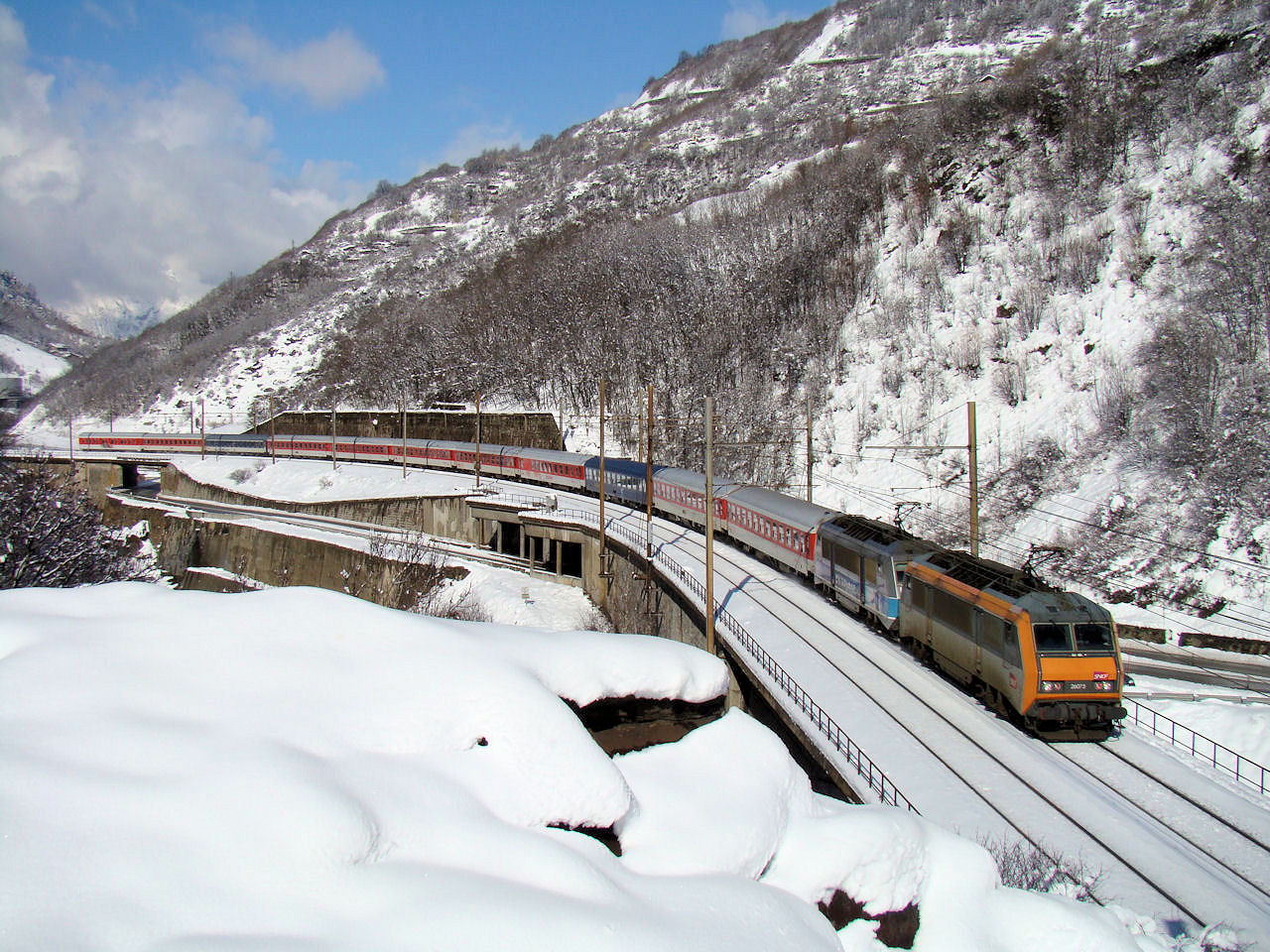
Double traction de BB 26000 tractant un train Copenhague – Modane à l'approche de son terminus.

La traction d'un train peut être assurée par plusieurs locomotives. On dira qu'elles sont en « unité multiple » si la commande est assurée depuis un seul poste de conduite et en « double traction » si un conducteur par machine est nécessaire. Lorsque d'autres machines sont attelées au convoi mais ne sont pas en marche, il s'agit de locomotives en marchandise roulante (France) ou comme véhicule (Belgique), et si le train ne comporte que des locomotives, d'un train de machines. La longueur totale peut atteindre des valeurs importantes (par exemple 850 mètres pour 2 400 tonnes, sur 1 045 km parcourus en 15 heures), afin d'obtenir un meilleur taux de rentabilité.
Dans d'autres pays, aux États-Unis par exemple, il est fréquent de trouver des trains en triple, quadruple, voire quintuple traction. Les locomotives complémentaires peuvent être ajoutées en queue de train ou même au milieu de la rame : cela permet d'accélérer le freinage des trains très longs et de diminuer les efforts sur les attelages.
Dans de nombreux pays, l'emploi de l'expression « unité multiple » (UM) est normalement réservé aux couplages de locomotives dirigés par un seul conducteur, les commandes étant transmises de la machine de tête aux suivantes par un câblage spécifique.
La double traction repose sur le même principe d'utilisation simultanée de plusieurs machines, mais dans ce cas-ci, il faut un conducteur par engin. En France, ces derniers se transmettent les indications par radio. En Belgique, des voyants sont installés à l'arrière de la locomotive de tête afin d'indiquer les différentes actions du conducteur de tête. On utilise ce système lorsque les machines ne sont pas compatibles.

### Autres convois

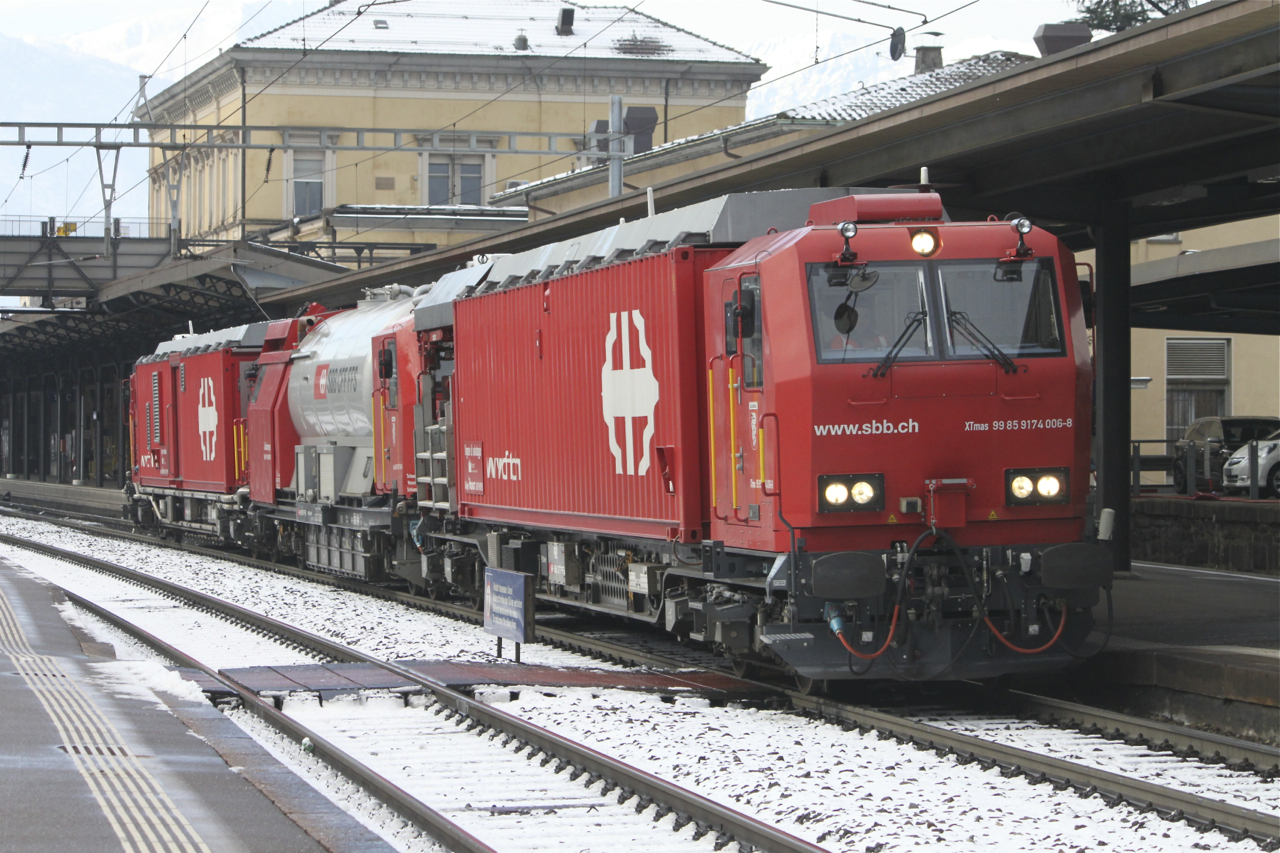
Un Train d'Extinction et de Sauvetage (TES) des CFF à Bellinzone en Suisse.

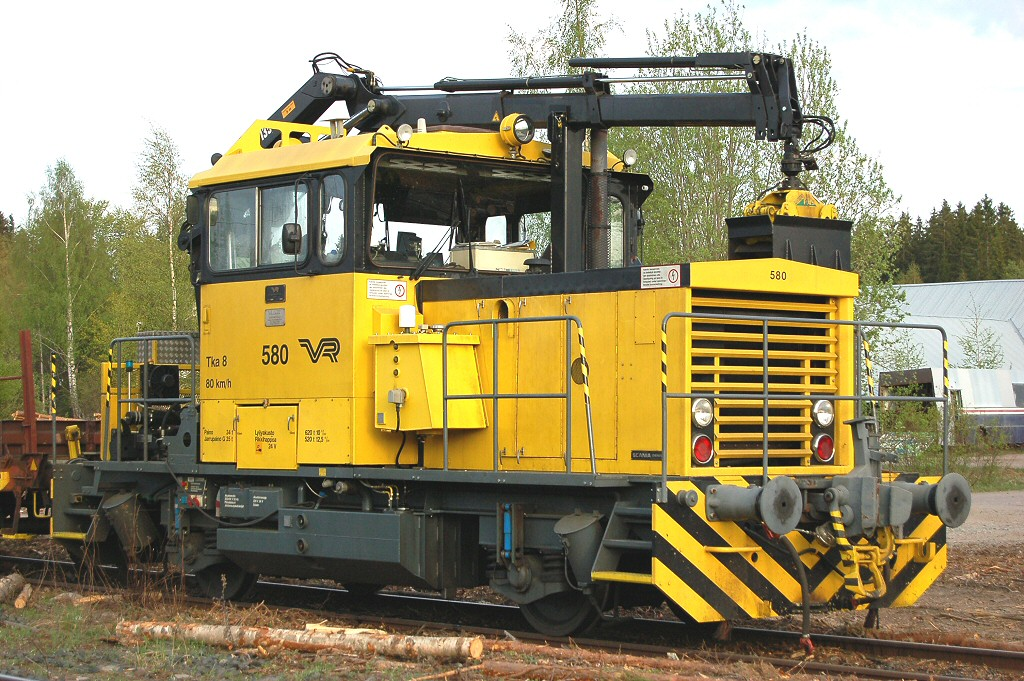
Tracteur-draisine multifonction finlandaise.

En cas d'accident, on dispose d'un train de secours, constitué d'équipements de relevage et de voitures d'hébergement du personnel.
Dans certains pays, notamment en Suisse et au Canada, où il y en aurait une vingtaine, il existe également des trains de lutte contre le feu, qui ont pour mission d'intervenir en cas d'incendie ou d'accident sur tout le réseau et en particulier dans les tunnels ferroviaires.
Plus fréquemment, on peut être amené à rencontrer un train de travaux constitué soit d'un ou plusieurs engins moteurs et de wagons, soit du matériel automoteur spécifique aux différentes opérations de voie (bourreuse, régaleuse, dégarnisseuse, train-caténaires…) ; ils permettent l'entretien des voies et des ouvrages d'art, et aussi la construction des voies nouvelles.
Un train laveur n'est pas considéré comme un train de travaux ; il circule sous le régime des marchandises avec une vitesse spécifique sur son parcours de travail.
Les draisines (automotrices légères servant à l'acheminement du personnel chargé de l'entretien des voies sur les chantiers) tirant ou non une ou plusieurs allèges (remorques légères plates servant au transport de l'outillage et du matériel léger) sont considérées comme un train si elles sont capables de fermer les circuits de voie.
Un véhicule ferroviaire isolé n'est pas considéré techniquement comme un train (mais peut l'être d'après la réglementation).

### Train autonome
Bien que déjà développé dans le cadre des métros, le principe du train autonome reste encore à l'état de prototype et d'expérimentation par plusieurs entreprises de construction ferroviaire et d'entreprise d'exploitation ferroviaire.

## Sécurité ferroviaire
Elle a beaucoup varié selon les époques et les pays. En Europe à la fin du XXe siècle, statistiquement, c'est dans le train qu'un voyageur risque le moins un accident, et notamment un accident mortel. En effet, le risque en termes de « voyageurs-kilomètres parcourus, est vingt fois moindre que celui des victimes du transport routier ».

## Culture
Le thème du train est fortement présent dans la littérature, les arts plastiques (affiches, dessins, gravures, photographies…), le cinéma, les jeux vidéo, etc. C'est à la fois un monde clos propice aux intrigues (policier, espionnage, rencontres et drame sentimental) et un lieu qui voyage, propice à l'aventure et au suspense (passage de frontière, arrivée qui se rapproche). Un imaginaire fort est notamment lié à certains types de trains (trains de luxe internationaux de style Orient-Express ou Transsibérien, train de nuit, etc.).

### Littérature
Le monde ferroviaire est particulièrement présent dans la littérature, et ce quasiment depuis son apparition : Victor Hugo, en 1837, en fait mention alors que les premières lignes ouvrent aux voyageurs. Honoré de Balzac, qui avait, en 1838, au bout de sa propriété des Jardies, l'embarcadère du chemin de fer de Paris à Versailles, cite ce moyen de transport dans La Cousine Bette, Le Cousin Pons, Les Comédiens sans le savoir. L'ambiance du voyage et des gares, l'univers tantôt feutré tantôt sombre en font un cadre de choix pour le roman autour de thématiques particulièrement variées. La technologie et l'imaginaire associé lui ouvrent les portes de la science-fiction, tandis que l'espace clos des voitures donne bien des idées aux auteurs de policiers. La bande dessinée : Des rails sur la prairie, ou la poésie : Crains qu'un jour un train ne t'émeuve plus de Guillaume Apollinaire, ne dérogent pas à la règle et il n'est pas rare d'y trouver un sujet ferroviaire. Aussi, dans Harry Potter, J. K. Rowling introduit le fameux Poudlard Express, un train qui conduit les sorciers jusqu'à l'école de Poudlard. Plusieurs études ont été réalisées sur le train dans la littérature. Pour la francophonie, on trouve notamment Le train dans la littérature française de Marc Baroli. Il existe également de nombreuses études sur des thèmes précis : la métaphore du tunnel, le voyage en train au XIXe siècle. Une revue en ligne, Des Rails, est spécialisée dans l'imaginaire ferroviaire et la littérature en particulier.
Quelques exemples d'auteurs, en langue française (ou largement traduits), et d'ouvrages dont le thème principal est ferroviaire :
- Jacques Aeschlimann : Le Petit train chagrin ; La Fournaise ;
- Michel Butor : La Modification (1957) ;
- Pierre Boulle : Le Pont de la rivière Kwaï ;
- Blaise Cendrars : La Prose du Transsibérien ; de la Petite Jehanne de France ;
- Agatha Christie : Le Train bleu ; Le Crime de l'Orient-Express ; Le Train de 16 h 50 ;
- Maurice Dekobra : La Madone des Sleepings ;
- Jack Chaboud - Dominique Dupuis : Quai des bulles : le train dans la bande dessinée ;
- Ian Fleming : Bons Baisers de Russie ;
- Chris Van Allsburg : Boréal-express ;
- Henri Vincenot : La Pie Saoule ; Les Chevaliers du Chaudron ; Mémoires d'un enfant du rail ;
- Émile Zola : La Bête humaine.

### Arts plastiques
Le thème du train a largement inspiré les artistes dès son apparition ; leurs œuvres, notamment gravures et photographies utilisées pour l'illustration d'ouvrages, nous permettent de visualiser les machines et chemins de fer disparus.
De grands peintres ont produit des toiles inspirées par ce sujet, entre autres :
- William Turner, Pluie, Vapeur et Vitesse : la grande voie ferrée de l'Ouest, 1844 ;
- Édouard Manet, Le chemin de fer, 1873 ;
- Claude Monet, La Gare Saint-Lazare, 1877 ;
- Paul Cézanne, La Montagne Sainte-Victoire et le Viaduc de la vallée de l'Arc, 1882-1885 ;
- Vincent van Gogh, Wagons de chemin de fer, 1888 ;
- André Derain, Charing Cross Bridge, 1915 ;
- Fernand Léger, The Railway Crossing, 1919 ;
- Edward Hopper : The House by the Railroad, 1925[16] ;
- Paul Delvaux, Train de nuit, 1947 ; Trains de banlieue, 1958 ; Petite gare de nuit, 1959.

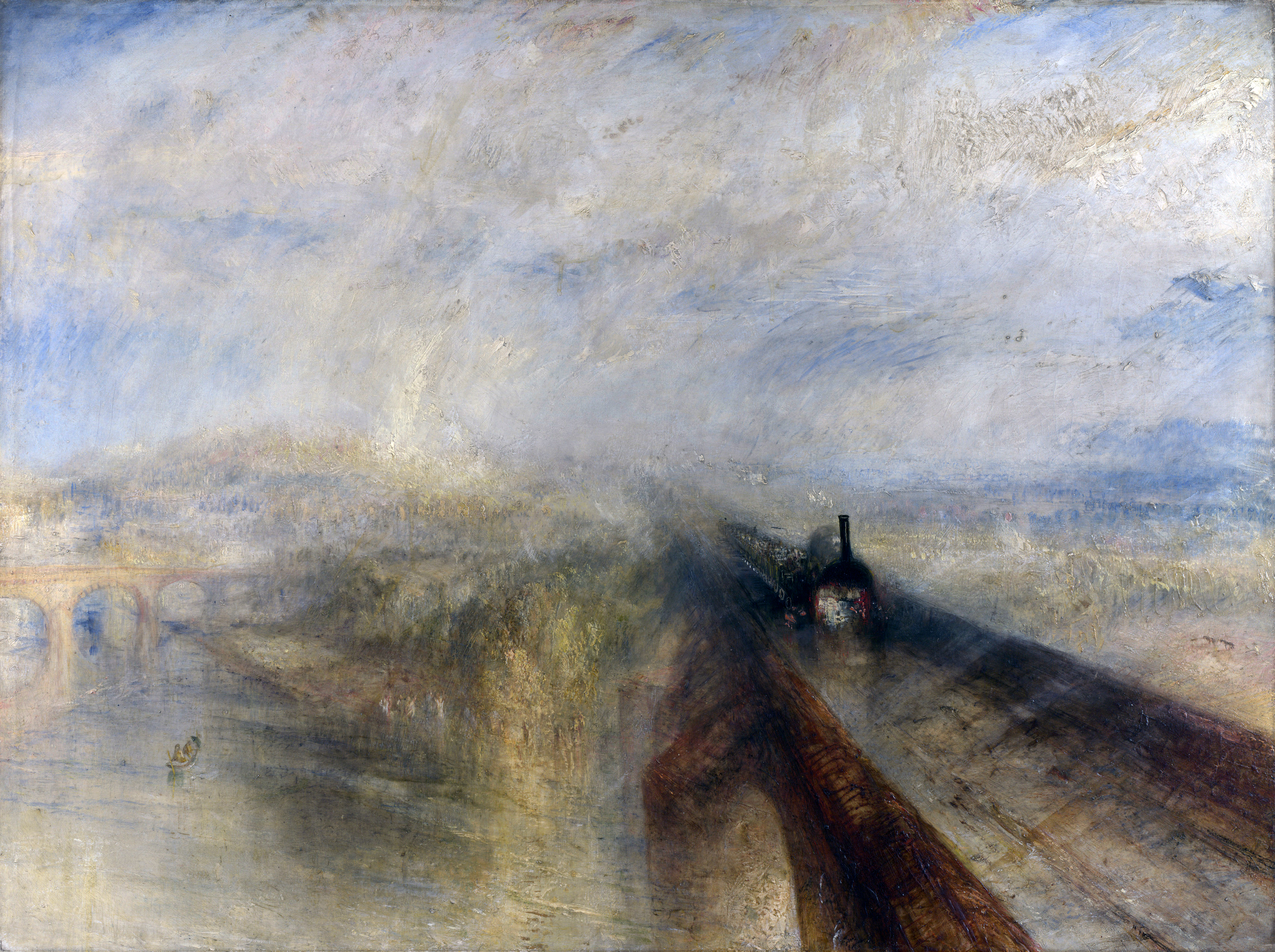
William Turner.
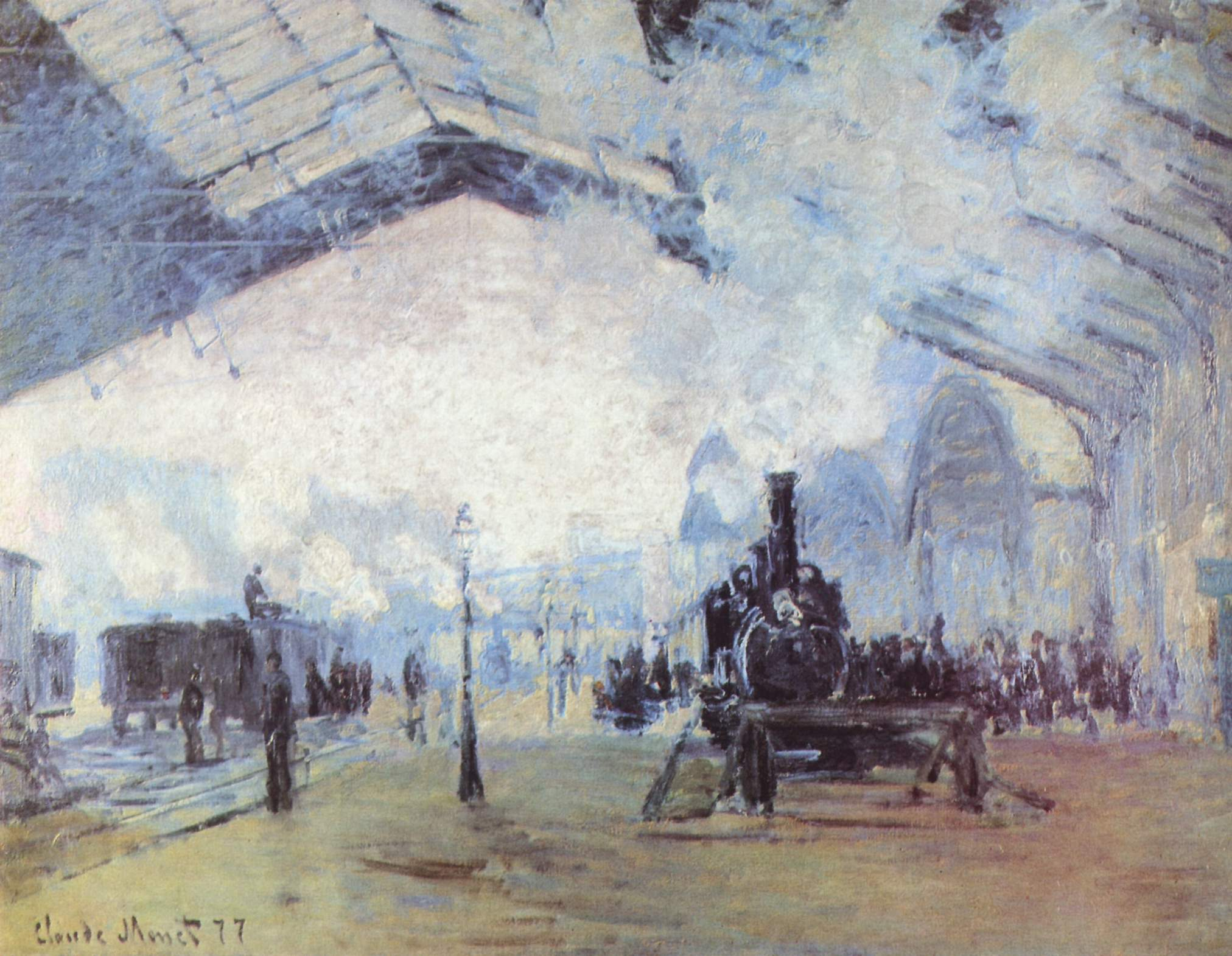
Claude Monet.
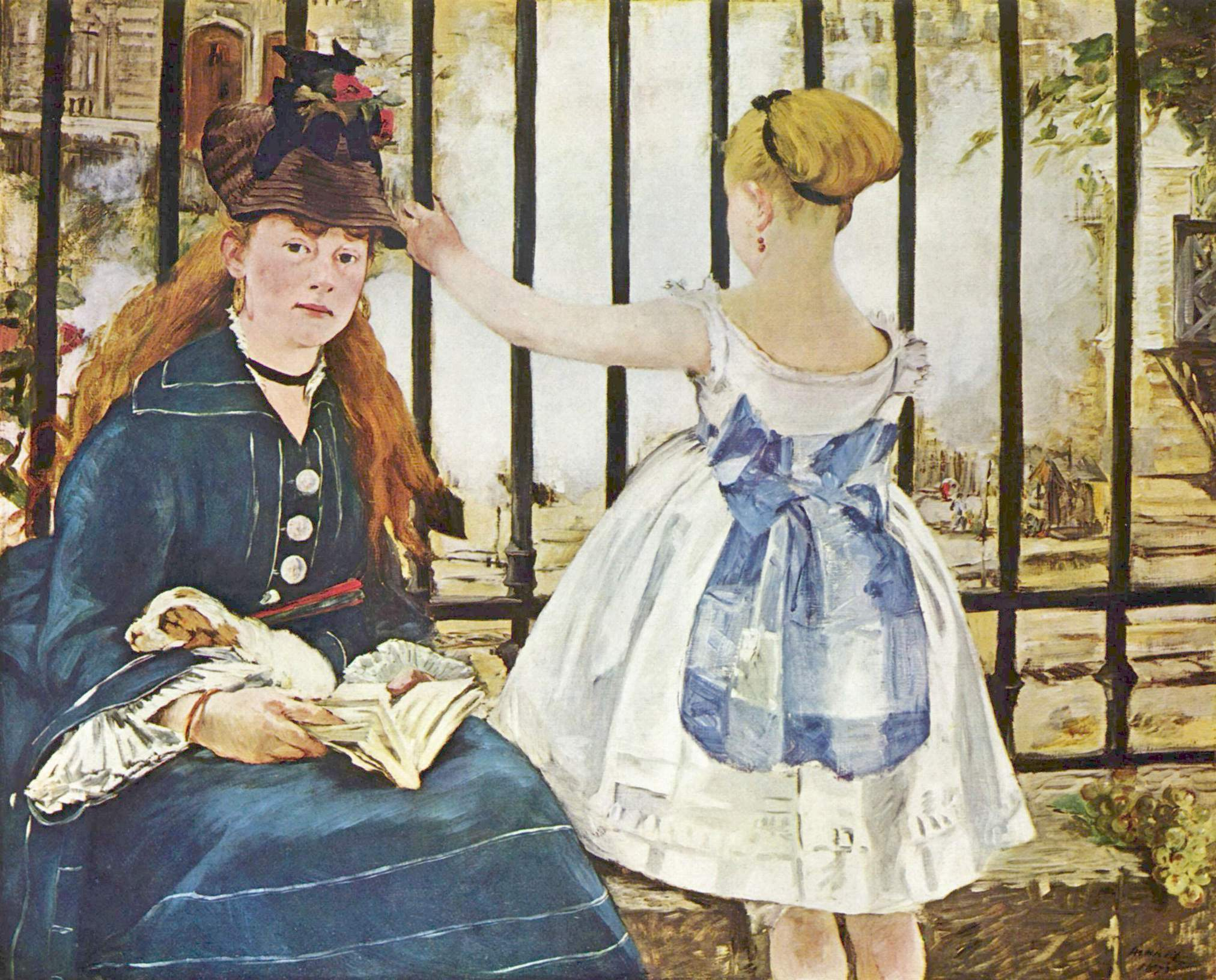
Édouard Manet.

### Cinéma et télévision

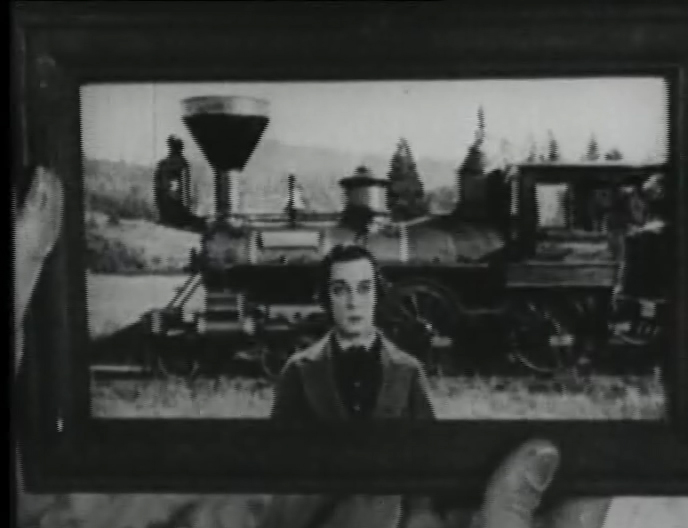
Buster Keaton, Le Mécano de la « General », 1927.

Depuis que le train existe, il est indissociable des histoires des hommes, qu'ils soient cheminots ou voyageurs. Les cinéastes auteurs, toujours avides d'alimenter leur imaginaire, y trouvent un sujet inépuisable d'inspiration : « Autant de rêves, de luttes, de désirs, d’amour et de haine cristallisés par la machine qui tour à tour prend des allures de vie, de mort et d’espoirs. » Le Western a quant à lui popularisé les attaques à cheval de trains, que ce soit par des bandits ou des indiens. Le cinéma muet a également popularisé le chemin de fer avec le mythe de la femme attachée sur des rails alors qu'un train va lui foncer dessus, sauvée in extremis par le héros du film.
Quelques œuvres mettant en scène le train :
- L'Arrivée d'un train en gare de La Ciotat (1895) des frères Lumière ;
- Le Vol du grand rapide (1903) de Edwin Stanton Porter et Wallace McCutcheon ;
- Le Voyage à travers l'impossible (1904) de Georges Méliès ;
- Le Mécano de la « General » (1927) de Buster Keaton et Clyde Bruckman ;
- La Bête humaine (1938) de Jean Renoir ;
- Brève Rencontre (1945) de David Lean ;
- La Bataille du rail (1946) de René Clément :
- L'Inconnu du Nord-Express (1951) de Alfred Hitchcock ;
- Le train sifflera trois fois (1952) de Fred Zinnemann ;
- Le Train (1964) de John Frankenheimer et Bernard Farrel ;
- Le Crime de l'Orient-Express (1974) de Sidney Lumet ;
- Transamerica Express (1976) d'Arthur Hiller ;
- Runaway Train (1985) de Andrei Konchalovski ;
- Des trains pas comme les autres Documentaire télévisé créé le 12 janvier 1987 par François Gall et Bernard d'Abrigeon pour France Télévision
- Maigret : Un meurtre de première classe (1999) de Christian de Chalonge - TV ;
- Le Pôle express (2004) de Robert Zemeckis ;
- Le Dernier Train (2006) de Joseph Vilsmaier et Dana Vávrová ;
- Les Vacances de Mr. Bean, (2007) de Steve Bendelack ;
- À bord du Darjeeling Limited (2007) de Wes Anderson ;
- Unstoppable (film, 2010), film d'action américain co-produit et réalisé par Tony Scott ;
- Hell on Wheels : L'Enfer de l'Ouest (2011) de Joe Gayton et Tony Gayton ;
- Snowpiercer, le Transperceneige (2013) de Bong Joon-ho.

### Jeux vidéo
- Transport Ferroviaire Simulator, pour PC, édité par UIG Entainment en 2011 ;
- Train Simulator, pour PC, édité par Microsoft Games en 2001 ;
- Open Rails open source Windows compatible MSTS ;
- La série des jeux Train Sim World développé par Dovetail Games en 2017 pour PC puis pour la PlayStation 4 et Xbox One ainsi que PlayStation 5 et Xbox Series.
- La série des Railroad Tycoon ;
- Trainz Railroad Simulator, pour PC, édité par Auran (N3V aujourd'hui) depuis 2001 ;
- Railworks alias Rail Simulator, pour PC, édité par EA ;
- A-Train 8, pour PC, édité par Dhm Interactive en 2009 ;
- Bozo View Express, pour Windows ;
- OpenBVE, pour Windows, Mac et Linux.
- Chase the Express, pour PlayStation 1, édité par Sony Computer Entertainment en 2000 pour le Japon et l'Europe, édité par Activision pour l'Amérique du Nord sous le nom Covert Ops: Nuclear Dawn

### Musique

#### Musique classique
- Antoine Mariotte : Impressions urbaines V. Gares
- Hector Berlioz : Feuillets d'albums Op 9 H.121 III. Chant des chemins de fer, ténor solo, chœur et orchestre
- Bohuslav Martinu : Le train hanté
- Louis Waldteufel : Grand galop du chemin de fer
- Charles-Valentin Alkan : Le chemin de fer Op 27 pour piano seul
- Fulvio Caldini : Railway toccata pour 2 marimbas
- Alois Pachernegg : Unter Dampf ! Ein Zug fährt vorüber
- Arthur Honegger : Scenic-Railway Op 115
- Arthur Honegger : Pacific 231 (1923)
- Johann Strauss I : Einsenbahn-Lust-Walzer
- Johann Strauss II : Vergnügungszug, Polka schnell
- Hans Christian Lumbye : Kopenhagen Eisenbahn-Dampf Galopp
- Charles Williams : Rhythm on Rails

#### Jazz
- Arthur Teboul : Scenic Railway
- Duke Ellington : Take the "A" Train

#### Variété
- La chanson Les Voyages en train du slameur français Grand Corps Malade fait un lien entre les histoires d'amour et les voyages en train ;
- Hedy West, avec Five Hundred Miles, reprend le thème éternel de la séparation par un long voyage en train. La chanson sera interprétée en version française par Richard Anthony Et j'entends siffler le train dans les années 1960 ;